# Référendum liechtensteinois de 1964
 (août 2025).
Un référendum a lieu au Liechtenstein le 20 décembre 1964. 

## Contenu
Il s'agit d'une initiative populaire portant sur la suppression de l'obligation d’appartenance à une congrégation pour les commerçants.

## Contexte
Un comité soutenu par the Parti Social Chrétien est à l'origine de la collecte de signatures.
Le seuil de 600 inscrits ayant été atteint, l'initiative est envoyé devant le Landtag dans le cadre de l'article 64.2 de la constitution. Le parlement la rejette le 18 novembre 1964, entraînant sa mise en votation.
Le Parti progressiste des citoyens et l'Union patriotique s'opposent au projet de loi.

## Résultat
| Choix                                 | Votes | %     |
| ------------------------------------- | ----- | ----- |
| Pour                                  | 1 131 | 37,55 |
| Contre                                | 1 881 | 63,45 |
| Votes blancs et invalides             | 148   | –     |
| Total                                 | 3 160 | 100   |
| Inscrits/Participation                | 3 809 | 82,96 |
| Source: Démocratie Directe (Allemand) |       |       |